# Fil-Cartoons, Inc.
Fil-Cartoons, Inc. (ou simplesmente Fil-Cartoons) foi uma subsidiária da Hanna-Barbera, responsável por terceirizar a produção de suas animações, fundada em 1987 por Jerry Smith, localizada em Manila capital das Filipinas, o estúdio foi extinto em 2001 após a absorção da empresa-mãe. Seus ex-funcionários foram realocados para a Toon City Animation